# Melitaea pfeifferi
Melitaea pfeifferi är en fjärilsart som beskrevs av Felix Bryk 1940. Melitaea pfeifferi ingår i släktet Melitaea och familjen praktfjärilar. Inga underarter finns listade i Catalogue of Life.